# 알고리즘제
알고리즘제(algorithmic governance)는 컴퓨터 알고리즘을 규제, 법 집행, 그리고 교통이나 토지 등록과 같은 일상생활의 모든 측면에 적용하는 대안적인 정부 또는 사회 질서 형태이다. "알고리즘별 정부"(government by algorithm)라는 용어는 2013년 "알고리즘 거버넌스"의 대안으로 학술 문헌에 등장했다. 관련 용어인 알고리즘 규제(algorithmic regulation)는 컴퓨터 알고리즘을 사용하여 표준을 설정하고 행동을 모니터링하고 수정하는 것으로 정의되며, 사법 자동화가 그 범위에 포함된다. 블록체인의 맥락에서 이는 블록체인 거버넌스(blockchain governance)라고도 한다.
알고리즘제는 전자정부 문헌이나 공공 행정 실무에서 다루지 않는 새로운 과제를 제기한다. 일부 자료에서는 정보의 효과적인 사용을 통해 통치하는 가상의 정부 형태인 사이버크라시를 알고리즘 거버넌스와 동일시하지만, 알고리즘이 정보 처리의 유일한 수단은 아니다. 넬로 크리스티아니니와 테레사 스캔탐불로는 인간 사회와 특정 규제 알고리즘(예: 평판 기반 점수)이 결합되면 사회적 기계가 형성된다고 주장했다.

## 같이 보기
- 시민 기술
- 사이버펑크
- 정보 격차
- 네덜란드 아동 수당 스캔들
- 탈희소성
- 예측 분석
- 공유경제
- 스마트 계약